# Купаки, Паскаль
Паскаль Ирене Купаки (фр. Pascal Irénée Koupaki; родился 1 мая 1951 года, Котону, Дагомея) — бенинский политик, премьер-министр Республики Бенин с 28 мая 2011 по 11 августа 2013 года.

## Карьера
С сентября 1979 по декабрь 1990 г. Купаки работал в Дакаре сотрудником Центрального банка государств Западной Африки (ЦБГЗА). С декабря 1990 по сентябрь 1994 г. был заместителем директора Кабинета премьер-министра Кот-д’Ивуара Алассана Уаттары. После этого он работал в Международном валютном фонде, а с апреля 1996 по май 1998 года был директором кабинета премьер-министра Бенина Адриена Унгбеджи.
После отставки Унгбеджи в мае 1998 года, Купаки снова работал в ЦБГЗА. После прихода к власти президента Бенина Яи Бони в апреле 2006 года, Купаки занял в новом правительстве пост министра финансов. Год спустя 17 июня 2007 года он был переведен на должность государственного министра по разведке, разработке и оценке государственной политики, и оставался на этом посту до назначения на пост премьер-министра 28 мая 2011 года.
Через два с небольшим года пост премьер-министра страны был вновь упразднён.